# Communauté de communes de la vallée de l'Hogneau
La communauté de communes de la vallée de l'Hogneau est une ancienne communauté de communes française, située dans le département du Nord et la région Nord-Pas-de-Calais, arrondissement d'Avesnes-sur-Helpe.
Les deux communes qui la composaient font désormais partie d'intercommunalités différentes : Bermeries a intégré la Communauté de communes du Bavaisis en 2006 et Saint-Waast, la Communauté de communes du Quercitain en 2010.

## Histoire
Le 7 décembre 1994 se crée le district de la vallée de l'Hogneau, il regroupe quatre communes Bettrechies, La Flamengrie, Bermeries et Saint-Waast.
Le 31 décembre 2001 le district devient la communauté de communes de la vallée de l'Hogneau, mais elle n'est composée que de Bermeries et Saint-Waast, Bettrechies et La Flamengrie ayant décidé de rejoindre la communauté de communes du Bavaisis.
En 2006, Bermeries rejoint à son tour la Communauté de communes du Bavaisis, entraînant la dissolution de la Communauté de communes de la vallée de l'Hogneau.

## Composition
- Bermeries
- Saint-Waast